# Gustave Bouvet
Gustave Bouvet dit Juvenis (Angers (Maine-et-Loire), 4 décembre 1898 – Lagny-sur-Marne (Seine-et-Marne), 11 octobre 1984), est un anarchiste français.

## Biographie
Il fait un an de séminaire en Belgique avant de rejoindre ses parents à Paris à l’âge de treize ans. Il devient apprenti graveur puis retourne à Angers où il travaille comme ouvrier peintre en usine.
Ajourné de service militaire en 1917, 1919 et 1920, pour abcès facial, il travaille comme ouvrier vannier.
Dès leur formation en juin 1919, il participe aux réunions de la Fédération des jeunesses anarchistes.
Le 5 mars 1920 il est désigné secrétaire du groupe « Ni Dieu ni maître » des Jeunesses anarchistes. Il collabore à la même époque au Libertaire sous le pseudonyme de « Juvenis ».
Condamné le 23 juin 1921 à quatre mois de prison, il est incarcéré pour avoir reproduit un tract antimilitariste intitulé Aux jeunes soldats. Il est condamné le 30 juin, à six mois supplémentaires, pour avoir apposé ce tract sur les murs de Paris.
Le 14 juillet 1922, il tire deux coups de feu en direction de la voiture du président Millerand tandis que défile, avenue des Champs-Élysées, le cortège présidentiel de retour de la revue militaire. Condamné le 8 janvier 1923 à cinq ans de travaux forcés et dix ans d’interdiction de séjour, peine qu’il accueille aux cris de « À bas la guerre ! Vive l’anarchie ! », il est libéré en janvier 1925.
Il est alors dans un état déplorable, paralysé d’un côté, et Le Libertaire ouvre une souscription en sa faveur.

## Œuvres
- Poésies diverses, éditeur inconnu, 1953.

## Notices
- Dictionnaire des anarchistes, « Le Maitron » : notice biographique, texte intégral.
- L'Éphéméride anarchiste : notice biographique.
- Dictionnaire international des militants anarchistes : notice biographique.
- René Bianco, 100 ans de presse anarchiste : notice.